# Franco Daniele
Franco Daniele ist ein italienischer Drehbuchautor und Filmregisseur.
Daniele schrieb 1971 und im Folgejahr drei Drehbücher für andere Regisseure und drehte 1973 die Erotikkomödie Seduzione coniugale mit Gabriele Tinti und Rosemarie Lindt in den Hauptrollen. Der Film wurde erst im Jahr darauf aufgeführt und 1979, mit Hardcoreszenen angereichert, erneut veröffentlicht. Später drehte er Kurzfilme.

## Filmografie
- 1971: Zeig mir das Spielzeug des Todes (Il giorno del giudizio)
- 1971: Bella di giorno moglie di notte
- 1972: Mia moglie… un corpo per l'amore
- 1973: Seduzione coniugale (auch Regie)